# 麻田镇 (宜章县)
麻田镇，是中华人民共和国湖南省郴州市宜章县下辖的一个镇，2015年12月并入梅田镇。

## 行政区划
麻田镇下辖以下地区：
桐子树下瑶族村、上洞村、寺门村、麻田村、杨家村、泗溪村、三湾村、松柏村、新村、下塘冲村和曾冲村。